# أحمد الصافي (سياسي تونسي)
أحمد الصافي (ولد في 31 يناير 1882 - 5 أكتوبر 1935)،هو وطني تونسي ومناضل ضد الاستعمار الفرنسي.

## نشأته
ينحدر من عائلة أصيلة تونس العاصمة. درس اختصاص الحقوق بالعاصمة الفرنسية باريس ثم التحق بسلك المحاماة عام 1909.ودرس بمعهد كارنو، ثم التحق بكلية الحقوق بباريس.

## نشاطه الوطني
كان من مؤسسي الحزب الحر الدستوري التونسي عام 1920، ثم تولى خطة أمين عام له. أرسل على رأس وفدين من ثلاثة وفوده وجهها حزبه إلى باريس لعرض القضية التونسية على دوائر القرار الفرنسي. كتب في عدد من الصحف التونسية.
- انخرط في حركة الشباب التونسي وكان أول بروز له في معركة الجلاز سنة 1911.
- امتهن أحمد الصافي المحاماة منذ سنة 1909.
- انتخب أمينا عامّا للحزب الدستوري التونسي سنة 1920 فكان الشخصية الثانية في الحزب بعد مؤسسه الشيخ عبد العزيز الثعالبي، وتحمّل أعباء تسيير الحزب، وعرف بحرصه على موارد الحزب وبدعمه المالي له.
- ترأس أحمد الصافي في 18 يونيو 1920 الوفد الدستوري الأول إلى باريس وكانت له اتصالات باليسار الفرنسي وبالمنظمات الحقوقية الفرنسية في إطار التعريف بالقضية التونسية وبمطالب الشعب التونسي.
- رأى أحمد الصافي أنّ علاج الوضع المتردّي الذي يعيشه التونسيون يتحقّق بإعداد الميثاق الدستوري الذي يقضي بالفصل بين السلط، وينصّ على مسؤولية الحاكم أمام الشعب، ويضبط الحريات والحقوق وينصّ على احترام الأفراد، مذكّرا بعريضة مطالب الحزب الثمانية.
- كما ترأس الصافي في نوفمبر 1924 الوفد الدستوري الثالث لدى الحكومة الفرنسية غداة نجاح الكتلة اليسارية في انتخابات 11 ماي 1924، وصعود “إدوارد هيريو” لرئاسة الحكومة الفرنسية، لتأكيد المطالب السالفة وإقناع الحكومة الفرنسية ومجلس النوّاب والأحزاب الفرنسية بضرورة الاستجابة لمطالب الشعب التونسي، ولم يكن لجهوده والفريق المصاحب له أيّ نتائج تُذكر، بل دعا “هيريو” وزير الداخلية الفرنسية إلى مراقبة أحمد الصافي باعتباره “يعمل في البلاد التونسية من أجل بلوغ أهداف منافية للسيادة الفرنسية”.
- كان أحمد الصافي من أبرز المناوئين لمشروع التجنيس وللقوانين الصادرة بشأنه سنة 1923 معتبرا في رسالة احتجاج وجّهها إلى الرئيس الفرنسي بتاريخ 2 أكتوبر 1923 : “أنّ هذا المشروع يهدّد الاسلام والهوية الوطنية التونسية، كما يعتبر من الناحية القانونية خرقا مزدوجا للمعاهدات باعتبار تونس بلدا محميّا له شخصيته القضائية التي لا يجوز خرقها”.
- تقدّم أحمد الصافي بصفته أمينا عاما للحزب الحر الدستوري برسالة إلى “مؤتمر الرابطة ضدّ القمع الاستعماري والامبرياليّة المنعقد” ببروكسيل من 10 إلى 14 فيفري 1927 تلاها نيابة عنه الشاذلي خير الله. وممّا جاء فيها “إنّه بعد خمسة وأربعين عاما من انتصاب الحماية لم يسُد سوى التفقير… وإننا نتأسّف على الماضي ونتألّم من الحاضر ولكنّ المستقبل سيكون أسوء إذا لم يواصل الشعب التونسي إلى النهاية الكفاح الذي يخوضه اليوم والذي يشكّل سبيله الوحيد إلى النجاة”.
- كان لأحمد الصافي موقف صارم من الحزب الاصلاحي الذي أسّسه المحامي حسن القلاتي سنة 1921. كما تصدّى بشدة لكلّ مظاهر الانشقاق عن الحزب الحرّ الدستوري التونسي (القديم) وكان من أبرز المناوئين لجماعة الديوان السياسي (1934).
- كان أحمد الصّافي في طليعة المحامين المدافعين عن النقابيين الموقوفين إثر إضطرابات بنزرت سنة 1924.
- كما كان أبرز المدافعين عن الطلبة الذين اعتقلوا إثر مظاهرات الاحتجاج على انعقاد المؤتمر الافخارستي في مايو 1930.